# Malá Úpa
Malá Úpa (deutsch Kleinaupa) ist eine Gemeinde im Okres Trutnov in Tschechien. Sie gehört zur Region Královéhradecký kraj und ist Teil des Nationalparks Riesengebirge. Das Gebiet liegt an der Grenze zu Polen, das über den Grenzübergang Pomezni Boudy erreicht wird.

## Geographie
Malá Úpa liegt im östlichen Riesengebirge im Flusstal der Kleinen Aupa (Malá Úpa), die sich bei Velká Úpa mit der Aupa vereint.
Nachbarorte sind Horní Maršov im Süden, Velká Úpa und Pec pod Sněžkou im Südwesten. Jenseits der Grenze zu Polen liegen Kowary im Norden, Stara Białka im Nordosten, Jarkowice und Miszkowice im Osten, Opawa sowie Niedamirów im Südosten und Karpacz im Nordwesten. Westlich erhebt sich die 1602 m hohe Schneekoppe. Malá Úpa ist das höchstgelegene Dorf im tschechischen Teil des Riesengebirges.
In Malá Úpa endet der Weg der polnisch-tschechischen Freundschaft.

## Geschichte
Kleinaupa wurde im 16. Jahrhundert auf landesherrlichem Grund als Waldarbeitersiedlung gegründet. Das Holz wurde überwiegend an die Kuttenberger Bergwerke geliefert. Wirtschaftliche Bedeutung erlangte später der Abbau von Eisenerzen. Im Jahre 1779 besuchte Kaiser Joseph II. Kleinaupa und veranlasste im Rahmen seiner Religionspolitik, die unter der Bezeichnung Josephinismus bekannt wurde, den Bau der Kirche St. Peter und Paul. Ab der zweiten Hälfte des 19. Jahrhunderts entwickelte sich der Tourismus. 1930 bestand Kleinaupa aus 473 Einwohnern, 1939 waren es 397.
Nach dem Münchner Abkommen wurde Kleinaupa, das überwiegend deutschböhmisch besiedelt war, 1938 dem Deutschen Reich angeschlossen und gehörte bis 1945 zum Landkreis Trautenau. Nach dem Zweiten Weltkrieg wurden die deutschböhmischen Bewohner 1945/46 vertrieben.

## Gemeindegliederung

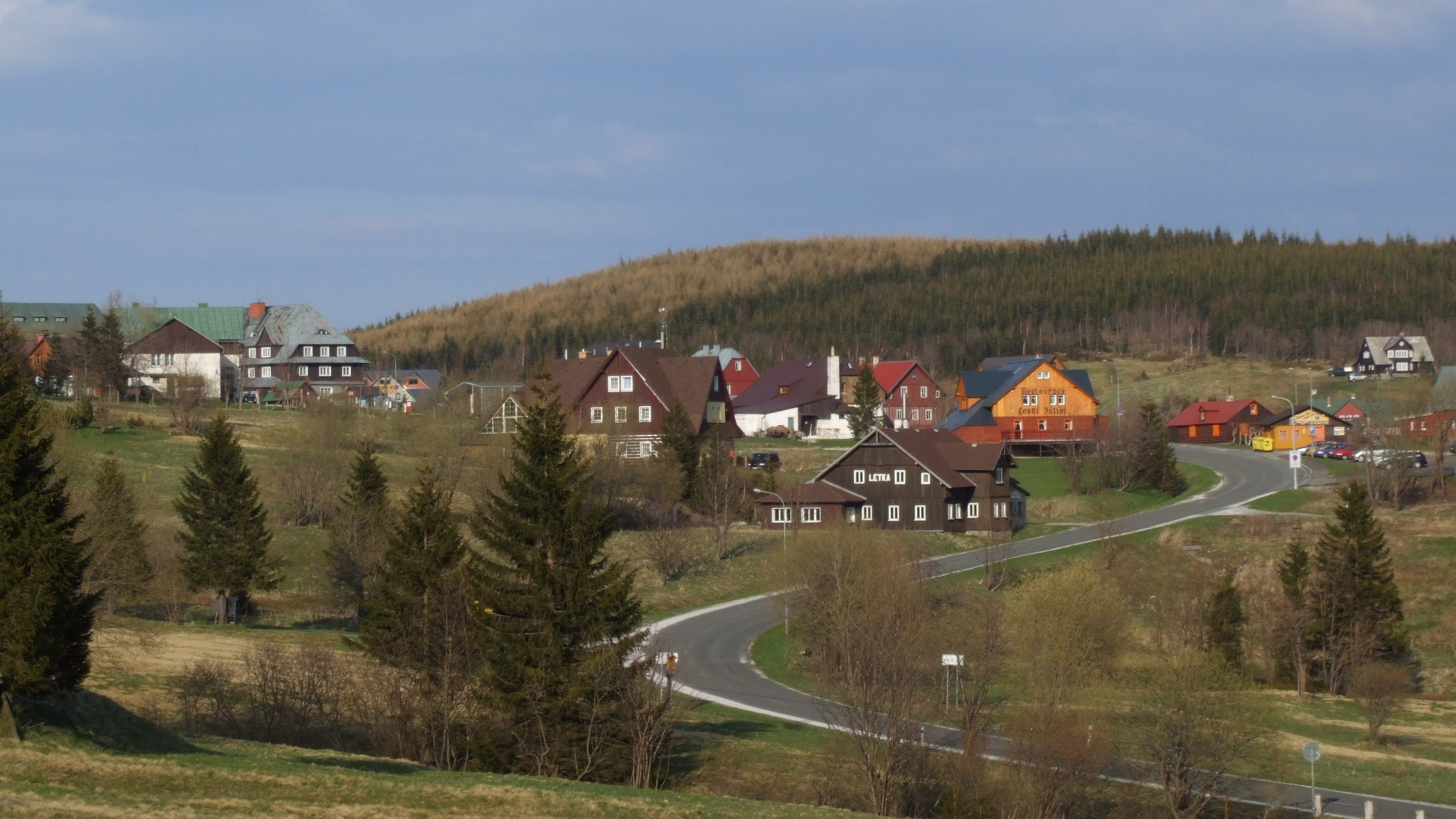
Gesamtansicht von Malá Úpa

Die Gemeinde Malá Úpa besteht aus den Ortsteilen Dolní Malá Úpa (Nieder-Kleinaupa) und Horní Malá Úpa (Ober-Kleinaupa), die zugleich auch Katastralbezirke bilden.
Zu Malá Úpa gehören die Streusiedlungen Černá Voda (Schwarzwasser), Dolské Boudy (Grundbauden), Eliščino Údolí (Elisabethtal), Haida (Haide), Mokré Jámy (Pfützengrube), Niklův vrch (Nickelberg), Nové Domky (Neuhäuser), Pomezní Boudy (Grenzbauden), Rennerovy Boudy (Rennerbauden), Rottrovy Boudy (Rotterbauden), Seidlův Důl (Seidelgraben), Šímovy chalupy (Simmaberg), Smrčí (Fichtig), Tonovy Domky (Tonhäuser) und Žacléřské Boudy (Schatzlarbauden).
Die Siedlungen Braunbaude, Hübnerbaude und Laubplan sind erloschen.

## Sehenswürdigkeiten
- Die 1779 errichtete Kirche St. Peter und Paul.

## Antifaschistische Riesengebirgstreffen
Seit den 1920er Jahren gab es vielfältige Kontakte deutscher und tschechischer Linker, die auch in internationalen Treffen in Malá Úpa ihren Ausdruck fanden. In den letzten Jahren wurde an diese Tradition angeknüpft und die Treffen finden jährlich statt.